# ريتشارد ويبر (رياضياتي)
ريتشارد ويبر (بالإنجليزية: Richard Weber)‏ هو رياضياتي بريطاني، ولد في 25 فبراير 1953.